# Schobüll
Schobüll (Deens: Skobøl, Noord-Fries: Schööbel) is sinds 1 januari 2007 een stadsdeel van de plaats Husum in de Duitse deelstaat Sleeswijk-Holstein, en maakt deel uit van de Kreis Nordfriesland.

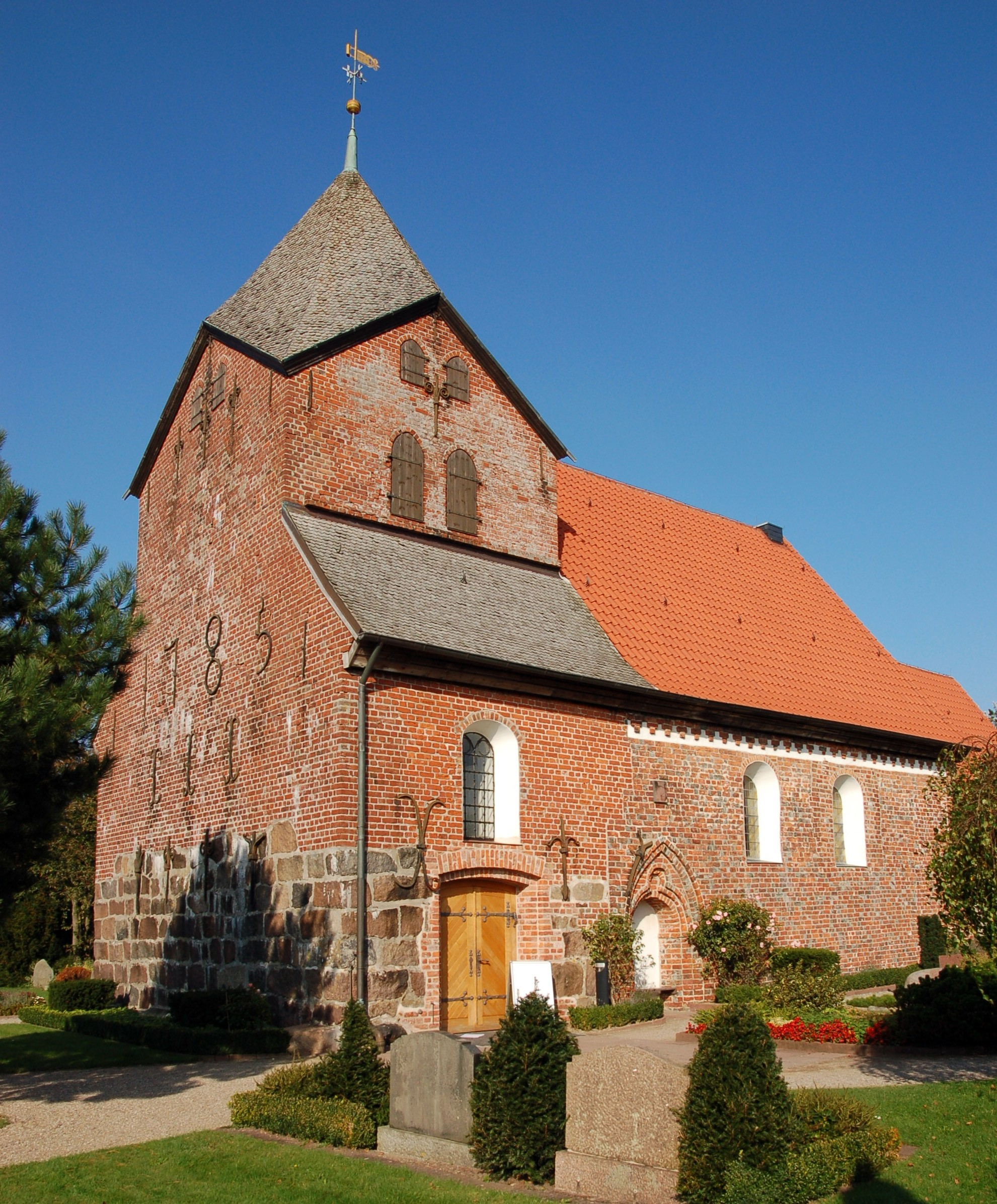
Kerkje van Schobüll

Schobüll telt 1590 inwoners (2005).